# Save (azienda)
Save S.p.A. è la società che gestisce dal 1987 l'aeroporto Marco Polo di Venezia e dal 2007 lo scalo di Treviso. Dal 2014 controlla anche gli aeroporti di Verona e Brescia.
È stata quotata alla Borsa di Milano dal 25 maggio 2005 al 23 ottobre 2017, quando è stata delistata dopo il successo dell'OPA obbligatoria (a 21 euro per azione) lanciata da Agorà Investimenti.

## Storia
Dal 2007 la società ha acquistato la maggioranza di AerTre S.p.a., gestore dell'Aeroporto di Treviso-Sant'Angelo, salendo fino all'80% delle quote. Inoltre controlla Airest S.r.l., società attiva nel settore del retail e della  ristorazione in aeroporti, stazioni ferroviarie ed autostrade (tramite il marchio Ristop, acquisito nel 2008).
Nel 2008, attraverso la società Belgian Airports, controllata al 65%, partecipa e vince alla gara indetta dal governo della Vallonia per la privatizzazione della "Brussels South Charleroi Airport SA.", società gestore dell'aeroporto di Charleroi.
Nel 2013 si ritira dalla gestione dell'Aeroporto di Padova, che avveniva attraverso la società Aeroporto Civile di Padova S.p.A.
Nel 2014 si accorda con la società Aeroporto Valerio Catullo di Verona S.p.A. (che gestisce gli aeroporti di Brescia-Montichiari e di Verona-Villafranca) per l'acquisto del 40,82% delle quote. Un passaggio che ha condotto alla costituzione del nuovo Polo Aeroportuale del Nord Est (Venezia/Treviso/Verona-Brescia)..
Nel gennaio 2017 cede il 40% della società Centostazioni S.p.A. a Ferrovie dello Stato per 65,5 milioni di euro.
A settembre 2018 acquista, per 13.192 euro, ulteriori 416 azioni, pari allo 0,02% del capitale della Catullo, messo in vendita dai comuni di Nago-Torbole.
Il 25 giugno 2021 il gruppo Save e ADR hanno costituito l'associazione "Aeroporti 2030" per la digitalizzazione, l'innovazione e la sostenibilità ambientale degli aeroporti italiani, a cui aderiscono gli aeroporti di Brescia-Montichiari, Roma-Ciampino, Roma-Fiumicino, Treviso, Venezia e Verona.

## Gestione aeroportuale
La gestione aeroportuale si concentra principalmente nello sviluppo delle infrastrutture e della rete di voli del sistema Venezia-Treviso che, con oltre 10,7 milioni di passeggeri nel 2014, si posiziona al terzo posto in Italia dopo i sistemi di Roma e Milano.
Il modello gestionale del sistema negli ultimi 10 anni si è basato su una strategia di utilizzo sinergico e complementare dei due scali di Venezia e di Treviso.
L'aeroporto di Venezia in particolare è cresciuto in termini di traffico di lungo raggio e oggi rappresenta uno dei tre gate intercontinentali italiani con collegamenti diretti per New York, Philadelphia, Atlanta, Montreal, Toronto, Dubai, Doha, Abu Dhabi, Seul.
Inoltre detiene il 27,65% dell'aeroporto di Bruxelles-Charleroi.

## Composizione societaria
Dopo il successo dell'OPA (21 euro per azione con un premio del 3,91%) dal 23 ottobre 2017 la società aeroportuale è controllata da Agorà Investimenti S.p.A. in cui la maggioranza delle azioni è nelle mani di due fondi (il tedesco Deutsche Asset Management di Deutsche Bank e il francese Infravia Capital Partners) con il 40% ciascuno mentre Enrico Marchi mantiene il 20% e la gestione dell'azienda, separandosi nell'operazione dal socio storico Andrea de Vido. Alla società è stata venduta anche la partecipazione detenuta in Save da Morgan Stanley attraverso Star Holdings.

### Azionariato precedente all'OPA
La composizione societaria del gruppo è stata soggetta a diversi passaggi di quote negli anni 2012 e 2013, per via del successivo disimpegno da parte delle amministrazioni locali (Provincia di Venezia e Comune di Venezia). In particolare il secondo nel 2012 ha venduto tutte le quote in suo possesso al fondo Amber Capital, mentre la prima ha in previsione di vendere ulteriori quote nel corso del 2013, tramite un meccanismo di aste.
Precedentemente all'OPA le azioni erano così ripartite:
- Finanziaria Internazionale Holding S.p.A. - 46,668%, di cui:
  - tramite Marco Polo Holding S.r.l. - 40,124%
  - tramite Sviluppo 73 S.r.l. - 3,975%
  - tramite Sipi Investimenti S.p.A. - 1,956%
  - tramite Agorà Investimenti S.p.A. - 0,613%
- Atlantia S.p.A. - 21,291%
- Provincia di Venezia - 9,567%
- Kairos Investment Management Limited - 2,930%
- Banca Popolare di Vicenza - 2,449%
- Fondazione di Venezia - 2,168%
- Comune di Treviso - 2,090%

Inoltre la società deteneva azioni proprie per una quota pari al 5,848%, in crescita per via di un piano di riacquisto approvato nel 2013.

## Dati economici
Nel 2017 la società ha fatturato 199,1 milioni di euro con un aumento del 5,8% rispetto al 2016. Ebitda a 94,5 milioni (+7%), Ebit a 64,1 (+0,2%), utile netto di 50,1 milioni (crescita del 19,2%). Nel 2017 il sistema aeroportuale di Venezia-Treviso ha superato i 13,3 milioni di passeggeri (+9,2%).